# Чернушка (приток Серёжи)
Чернушка — река в России, протекает в Арзамасском районе Нижегородской области. Устье реки находится в 140 км по левому берегу реки Серёжа. Длина реки составляет 22 км, площадь бассейна — 105 км².
Река берёт начало у деревни Новая Слобода (Абрамовский сельсовет) в 15 км к северо-западу от центра Арзамаса. Течёт на северо-восток, затем на север. Протекает село Питер, деревни Покровка и Кокаревка. В нижнем течении течёт по крупному селу Чернуха, ниже которого впадает в Серёжу. В верховьях в межень пересыхает.

## Данные водного реестра
По данным государственного водного реестра России относится к Окскому бассейновому округу, водохозяйственный участок реки — Тёша от истока и до устья, речной подбассейн реки — Бассейны притоков Оки от Мокши до впадения в Волгу. Речной бассейн реки — Ока.
По данным геоинформационной системы водохозяйственного районирования территории РФ, подготовленной Федеральным агентством водных ресурсов:
- Код водного объекта в государственном водном реестре — 09010300212110000030748
- Код по гидрологической изученности (ГИ) — 110003074
- Код бассейна — 09.01.03.002
- Номер тома по ГИ — 10
- Выпуск по ГИ — 0